# Johann Brusch von Neiberg
Johann Brusch, seit 1709 Ritter von Neiberg (* 15. Dezember 1666 in Eger; † 19. Februar 1742 ebenda), war ein böhmischer Jurist und Syndikus der Stadt Eger.

## Leben
Sein Studium an der Karls-Universität Prag schloss er mit Promotion als Doktor der Rechtswissenschaften ab. Danach war er vier Jahre Kanzler des Klosters Neuzelle in der Niederlausitz. 
Als Geheimer Rat seiner Heimatstadt war er auch Vertreter am Kaiserhof des Heiligen Römischen Reiches Deutscher Nation von Leopold I. in Wien. Am 20. Februar 1709 wurde er in den alten böhmischen Ritterstand mit dem Prädikat Ritter von Neiberg erhoben. Das Adelsprädikat geht auf den Besitz der Herrschaft Neiberg (Neuberg) mit der Burg Neuberk im Ascher Ländchen zurück.

## Familie
Johann Andreas Adam Brusch von Neiberg war ein Ur-Urenkel des Buchbinders und Buchhändlers Balthasar Brusch (1512–1589) in Eger, einem Sohn des Thomas Peisser (1486–1551). Dessen Vetter war Caspar Bruschius (1518–1557), ein mit der Dichterkrone gekrönter Hofpfalzgraf, Geschichtsforscher und 1557 evangelisch-lutherischer Pfarrherr in Pettendorf in der Oberpfalz. Dieser überlieferte in seinen Veröffentlichungen aus Stadt- und Klosterarchiven die Herkunft der Egerer Brusch  und der Herkunftsfamilien Peisser aus Ingolstadt und Stopfenheim in Bayern und deren Abstammung von den Edlen von Auhausen, vom 10. bis in das 12. Jahrhundert n. Chr. im Nördlinger Ries in Süddeutschland.
Er war der Sohn des Juristen Johann Christoph Bruschen (* 1621 in Eger; † 1689), welcher  von 1673 bis 1687, nach dem Ende des Dreißigjährigen Krieges und die Stadt wieder römisch-katholisch war,  kaiserlich österreichischer Ordinarius der Rektifikation und  Ältester Bürgermeister der Stadt war. Seine Mutter war Anna Margarethe von Schönstetten, welche im Jahre 1659 Gut und Burg Neuberg in dem Ort Neuberg (Podhradí u Aše) nahe der Stadt Asch,  1670 das Dorf und Gut Ottengrün bei Haslau und das Dorf Hart bei Eger  gekauft hatte.
Er war dreimal verheiratet; in erster Ehe mit Maria Katharina Juncker von Oberkunreuth († 1695), in zweiter Ehe mit seiner Nichte Anna Theresia Werndl von Lehenstein (1689–1719),  einer Tochter des Ehepaares Ignaz Maximilian Werndl von Lehenstein (* 1654) und Eleonore Rosina Brusch (* 1658); und in dritter Ehe mit Magdalena Theresia von Rampf († 1744), Tochter des Mitältesten des Stadtgerichts in Eger, Johann Rampf. 
Johann Andreas Brusch von Neiberg hatte aus der ersten Ehe zwei Söhne; Johann Georg Adam und Johann Adam Gottlieb (* 1695) und aus der zweiten Ehe zwei Töchter, Maria Anna Barbara (* 1711) und Katharina Theresia (* 1714).
Seine zwei älteren Brüder Peter Ernst Brusch (1656–1721) und  Johann Georg Adam Brusch (1661–1733) wurden am 24. Februar 1722 durch Kaiser Karl VI. in den Reichsritterstand mit dem Prädikat Edle von Bruschen erhoben.